# Birger Scholz
Birger Vilmar Scholz (* 2. Dezember 1973 in Hamburg) ist ein deutscher Finanzwissenschaftler und politischer Beamter. Seit Dezember 2024 ist er Staatssekretär im Thüringer Finanzministerium.

## Leben
Nach dem Abitur am Konrad-Heresbach-Gymnasium in Mettmann und anschließendem Zivildienst studierte Scholz an der Fachhochschule für Verwaltung und Rechtspflege Berlin unter anderem Öffentliches Recht, Zivilrecht und Betriebswirtschaftslehre. Er schloss das Studium als Diplom-Verwaltungswirt (FH) ab. Daran schloss sich ein Studium der Volkswirtschaftslehre an der Freien Universität Berlin an, das er mit dem Abschluss Diplom-Volkswirt beendete.
Ab 1994 war Scholz in verschiedenen Senatsverwaltungen und Behörden des Landes Berlin als Beamter tätig, unter anderem in den für Finanzen, Wirtschaft und Stadtentwicklung zuständigen Verwaltungen. Bis August 2023 war er Leiter des Leitungsstabs der Senatsverwaltung für Arbeit, Soziales, Gleichstellung, Integration, Vielfalt und Antidiskriminierung. Bis Dezember 2024 arbeitete er im Beteiligungsmanagement der Senatsverwaltung für Finanzen.
Zwischenzeitlich war Scholz als finanzpolitischer Referent für eine SPD-Bundestagsabgeordnete und als Referent für Wirtschaft, Energie und Europa bei der Fraktion Die Linke im Landtag Nordrhein-Westfalen tätig. Er war ursprünglich Mitglied der SPD, aus der er ausgeschlossen wurde, nachdem er sich der WASG angeschlossen hatte. Er wurde Vorsitzender der Wahlalternative Soziales Berlin (WASB), einer Abspaltung der Berliner WASG, die sich gegen die Verschmelzung der WASG mit der PDS zur Partei Die Linke ausspracht. Mittlerweile ist Scholz parteilos.
Scholz war Lehrbeauftragter am Institut für Sozioökonomie der Universität Duisburg-Essen. Außerdem erstellte er mehrmals Gutachten in Fragen der Haushalts- und Finanzpolitik für den Deutschen Gewerkschaftsbund und seine Mitgliedsgewerkschaften.
Im Zuge der Bildung des Kabinetts Voigt wurde Scholz am 19. Dezember 2024 zum Staatssekretär im von Katja Wolf geleiteten Thüringer Finanzministerium ernannt.

## Publikationen (Auswahl)
- mit Jendrik Scholz: ‚Solidarische Mindestrente‘: BGE (Bedingungsloses Grundeinkommen) durch die Hintertür? In: Sozialismus; Band 42. Mannheim 2015, S. 32–37.
- mit Jendrik Scholz: Energiewende mit einem ‚EEG-Soli‘ gerechter finanzieren: die sozialen Auswirkungen der Energiewende. In: Soziale Sicherheit. Zeitschrift für Arbeit und Soziales; Band 64. Mannheim 2015, S. 411–416.
- mit Achim Truger: Die Erbschaftssteuerreform im Vermittlungsausschuss: Reduzierung oder Ausweitung der Privilegierung von Betriebsvermögen? Institut für Makroökonomie und Konjunkturforschung. Düsseldorf 2016.
- mit Katja Rietzler und Achim Truger: Finanzpolitische Risiken großzügiger Steuersenkungskonzepte. Institut für Makroökonomie und Konjunkturforschung. Düsseldorf 2017.
- Die grundgesetzliche Schuldenbremse und ihre Umsetzung durch Bund und Länder sowie die haushaltspolitische Umsetzung der Notlagenverschuldung in der Corona-Pandemie. Deutscher Gewerkschaftsbund. Berlin 2021.